# Ulf Wikström
Ulf Ernst Ingemar Wikström, född 23 april 1916 i Stockholm död 10 november 1981, var en svensk målare.
Han var son till läraren Ernst Börne och läraren Märta Kristina Ingeborg och gifte från 1943 med Astri Hjördis Franzén. Wikström utbildade sig till folkskollärare men var som konstnär autodidakt. Han bedrev självstudier under studieresor till Frankrike. Separat ställde han bland annat ut i Skara och Mjölby 1947, Örebro 1948, Karlskoga 1949, Expo Aleby i Stockholm 1950, Galleie S i Stockholm 1962 och i Norrtälje 1964. Tillsammans med Eric Harry Olson ställde han ut i Kalmar 1949 och tillsammans med Alf Wesström ställde han ut i Eksjö 1951. Han har medverkat i samlingsutställningar med Värmlands konstförening på Värmlands museum under en följd av år, samt med Dalslands konstförening och på Göteborgs konsthall samt Liljevalchs konsthall i Stockholm. Hans konst består huvudsakligen av landskapsskildringar och stilleben i en kubistisk stil i olja och gouache. Wikström är representerad vid Moderna museet, Värmlands museum och Jönköpings museum.